# Lacca (tecnica)

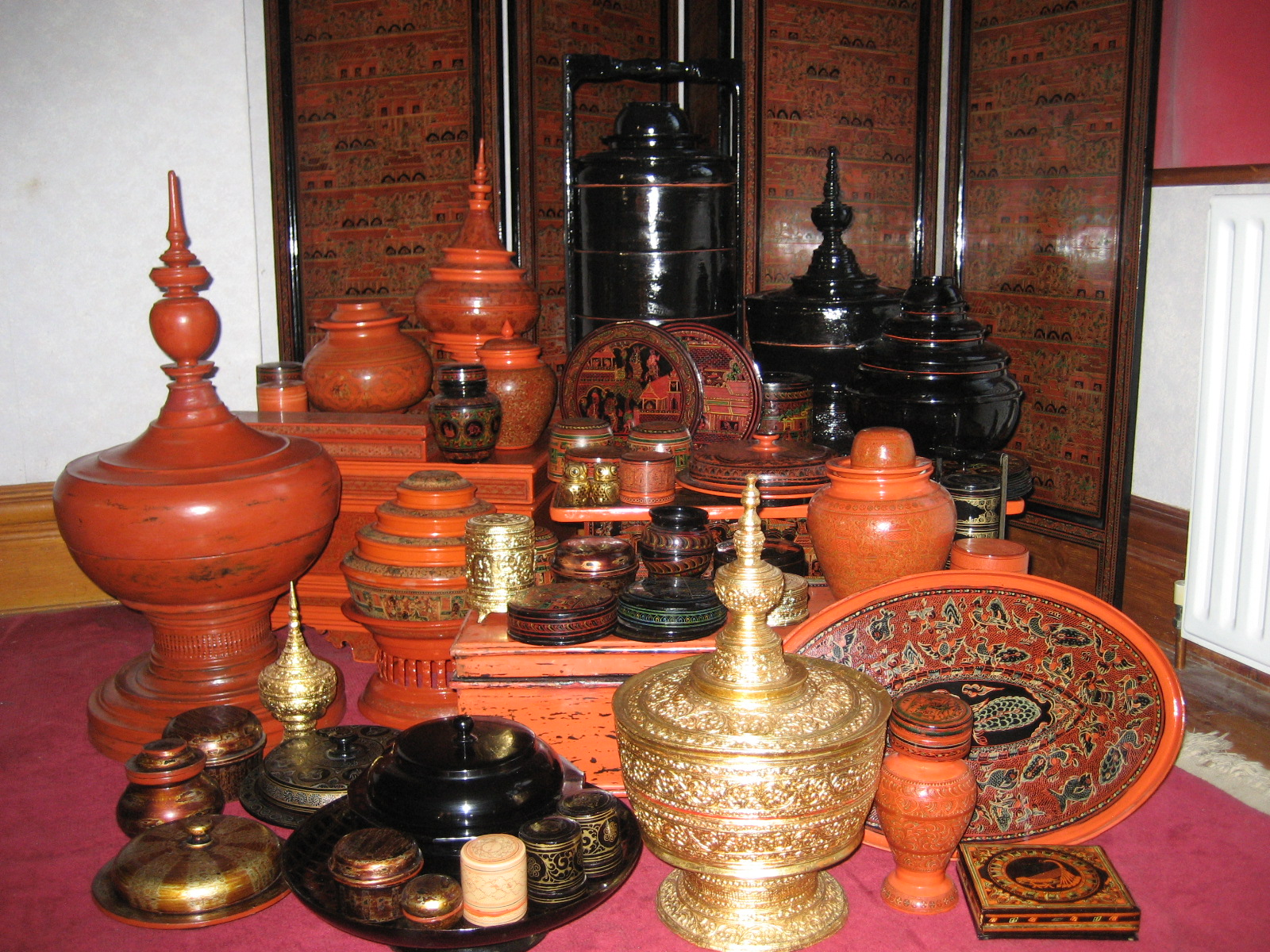
Oggetti laccati birmani

La lacca è un oggetto in legno, ceramica o altri materiali, solitamente domestico o sacro, rivestito di lacca, che conferisce al medesimo una superficie liscia e brillante. La laccatura degli oggetti è tradizionale nell'Asia orientale e sudorientale e nelle Americhe. La lacca più utilizzata per decorare gli oggetti viene ricavata dall'urushiol, ovvero la linfa dell'albero urushi, ma non vengono disdegnate anche vernici ricavate da altre piante o insetti.

## Asia

### Cina

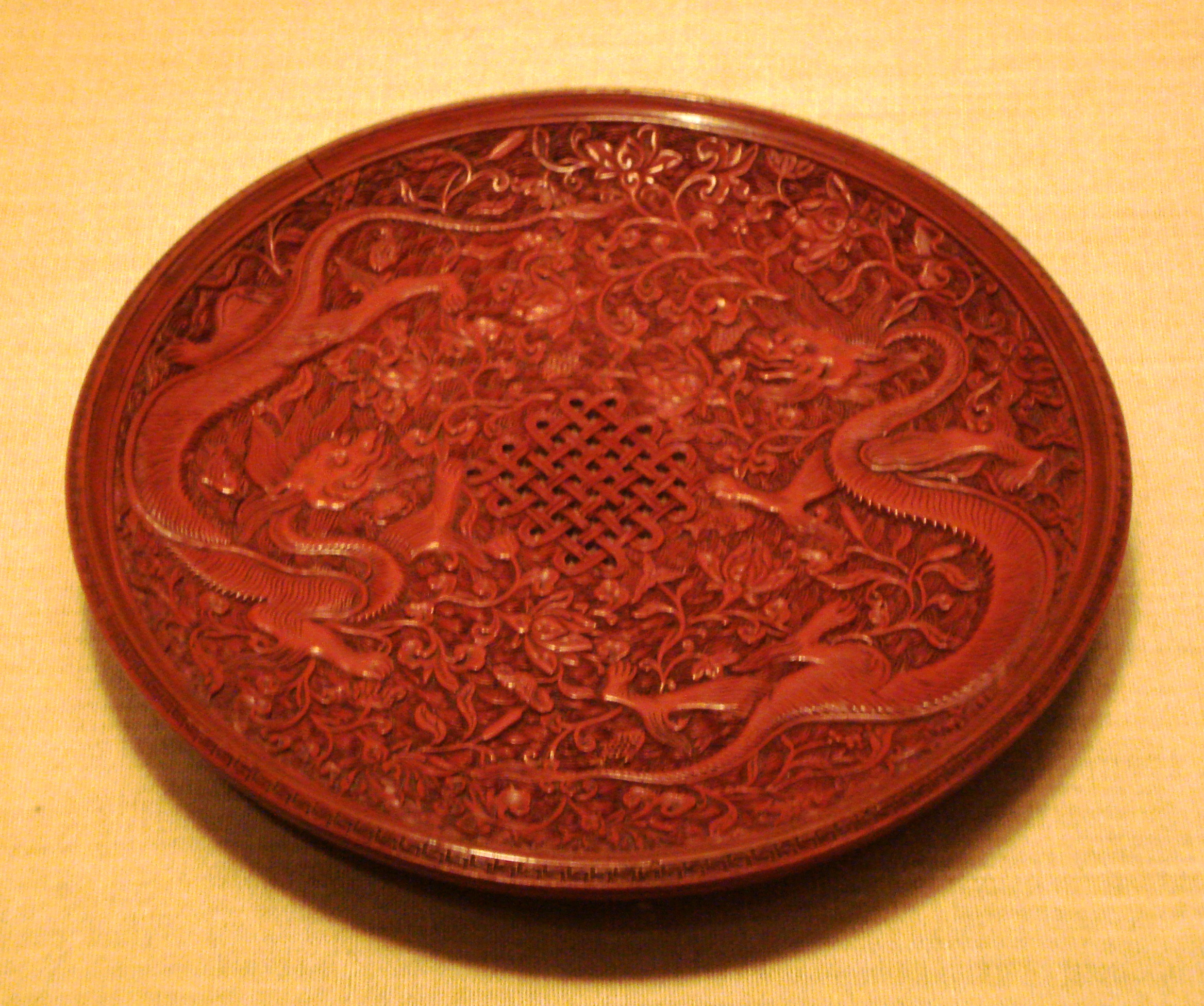
Piatto laccato cinese della dinastia Ming nella Freer Gallery di Washington

Alcuni degli esemplari più antichi di lacca vennero rinvenuti in Cina e risalgono al Neolitico. Per alcuni anni si pensò erroneamente che il primo oggetto in lacca fosse una ciotola in legno rossa del V millennio a.C. rinvenuta in un sito Hemudu dello Zhejiang, in Cina. Recenti scoperte archeologiche, infatti, hanno attestato che originariamente la lacca non fu utilizzata solamente come rivestimento ma anche come collante, come testimoniano tre reliquie con tracce di lacca, rinvenute presso il sito neolitico di Kuahuqiao 跨湖桥, nel delta del Fiume Azzurro, datato al 6000 a.C.
Durante la dinastia Shang (ca. 1600-1046 a.C.) si svilupparono delle progredite tecniche di lavorazione della lacca che portarono alla produzione di oggetti di alto valore artistico. A partire dalla dinastia Zhou (771–256 a.C.), iniziarono a essere prodotte grandi quantità di oggetti smaltati. Nella successiva dinastia Han (206 a.C. - 220 d.C.), furono istituite delle associazioni mirate ad organizzare la produzione delle lacche in Cina. Gli oggetti sottoposti a laccatura di quell'epoca presentavano motivi particolarmente elaborati.

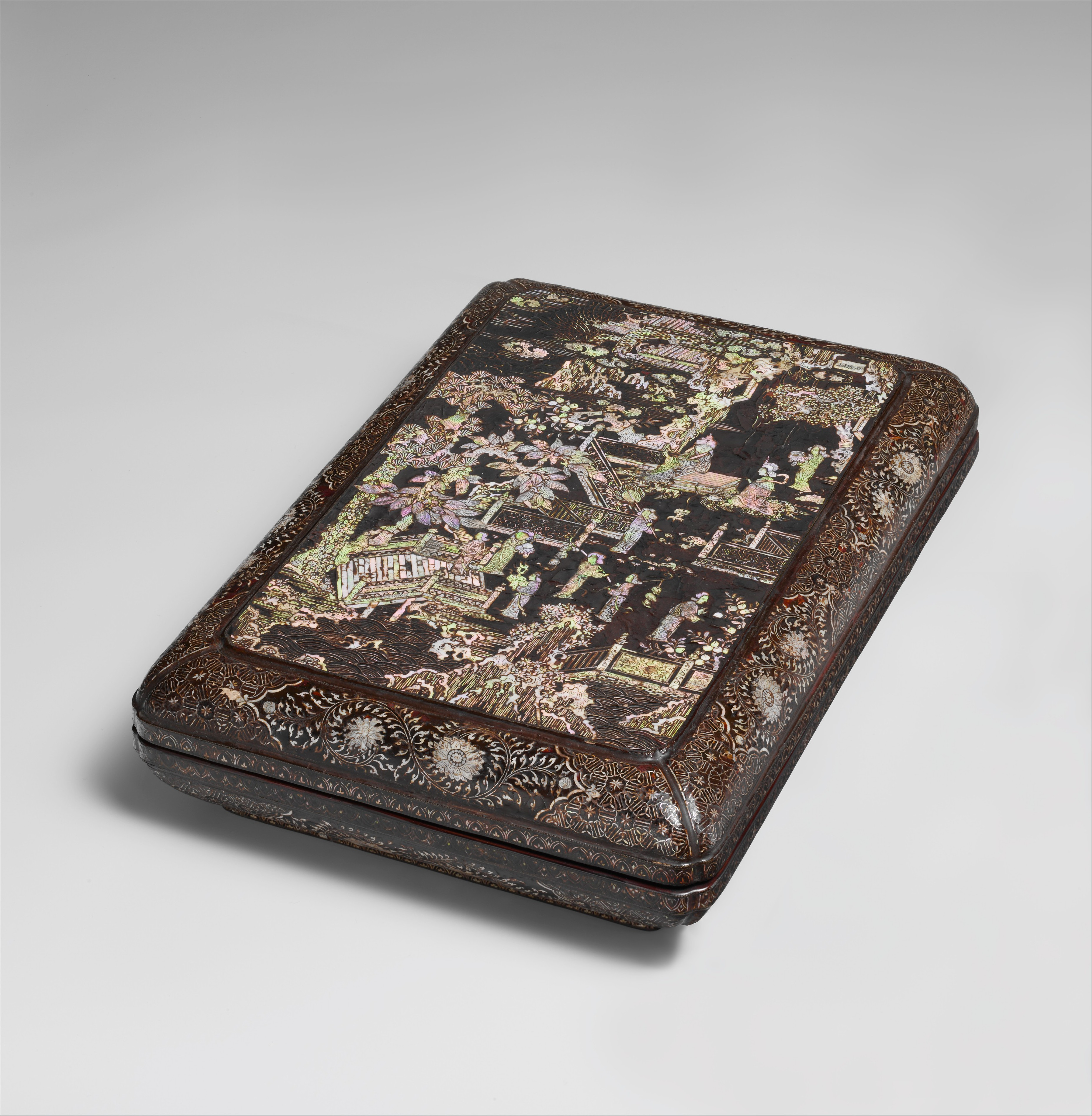
Scatola in madreperla del XVII secolo nel
Metropolitan Museum of Art

A partire dal decimo secolo, si diffusero altre tecniche per la lavorazione di oggetti smaltati. Durante la dinastia Tang (618–907) prese piede la tecnica della lacca a intaglio e della raffinatissima decorazione dipinta con intarsi metallici, che prendeva il nome di pingtuo. Quest'ultimo processo di lavorazione era lungo e laborioso, e consisteva nel fissare dei fogli di argento od oro con mastice sulla superficie di oggetti laccati. Infine, veniva applicata su tutto l'oggetto della lacca che, una volta indurita, veniva lucidata. Tali metodi trovarono applicazioni anche durante la dinastia Song (960–1279), epoca durante la quale si diffuse anche la tecnica della lacca scolpita (diaoqi), che consiste nel rivestire un oggetto con molti strati di lacca che vengono poi incisi. Degne di note sono anche quelle del cosiddetto "oro inciso" (qiangjin ), ove un disegno scolpito sulla lacca viene riempito con oro, e quella conosciuta come diaotian o tianqi ("riempito"), in cui la lacca viene intarsiata con della vernice di un altro colore. Esiste anche una variante del diaotian nota come moxian. La tecnica dell'intarsio di madreperla fu adottata anche durante la dinastia Song.

### Giappone

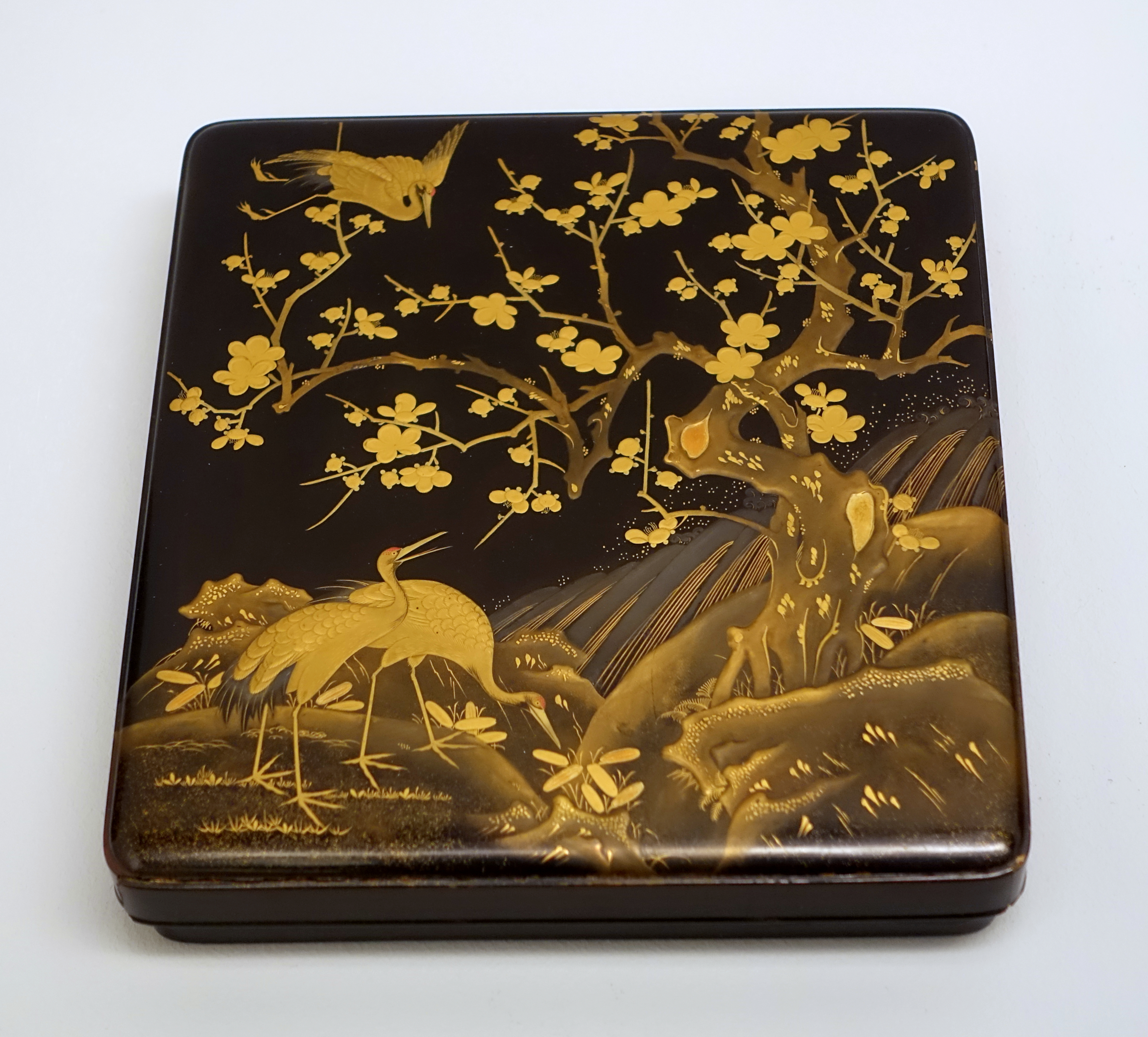
Contenitore realizzato seguendo la tecnica makie nel Museo Linden, a Stoccarda

L'arte della laccatura in Giappone risale probabilmente al periodo Jōmon (ca. 10000 a.C.-300 a.C.) come conferma il ritrovamento di alcuni manufatti laccati risalenti al 9.000 a.C. a Hokkaidō. I Jōmon impararono a raffinare l'urushiol, ovvero la linfa dell'albero Toxicodendron vernicifluum, che assumeva una colorazione rossa se veniva mischiato con l'ossido di ferro e il cinabro. L'urushiol necessitava di alcuni mesi per essere preparato, e veniva applicato su oggetti in ceramica, legno e sugli abiti funebri. Secondo alcuni storici, gli Jōmon avrebbero appreso queste tecniche decorative dai Cinesi, mentre altri ritengono che le avrebbero invece imparate in totale autonomia.
Durante il periodo Nara (710 – 1185 d.C.), furono introdotte in Giappone le tecniche provenienti dalla Cina tramite la Corea, fra cui l'intarsio in lamina d'oro e d'argento. Nello stesso lasso di tempo, nel Sol Levante, ebbe grande fortuna la tecnica makie, che permetteva di creare oggetti decorativi dai motivi dorati che brillano da una base nera. Durante il periodo Kamakura (1185–1333), gli artigiani giapponesi, sempre seguendo la lezione dei Cinesi, iniziarono anche a intagliare figure in legno poi laccate e ritraenti soggetti buddisti (kamakura-bori). Tale processo era piuttosto rapido, e consentiva agli artisti di creare rapidamente delle figure poi vendute nei templi ai samurai e ai mercanti.
Durante le tratte commerciali Nanban del periodo Azuchi-Momoyama (1568-1600), le lacche giapponesi venivano esportate in Europa mentre, grazie ai missionari cristiani, venivano importate cassapanche e oggetti sacri dall'Occidente sul suolo giapponese. In epoca Edo (1603–1868) proliferò la coltivazione di alberi di lacca e vennero perfezionate le tecniche della laccatura.

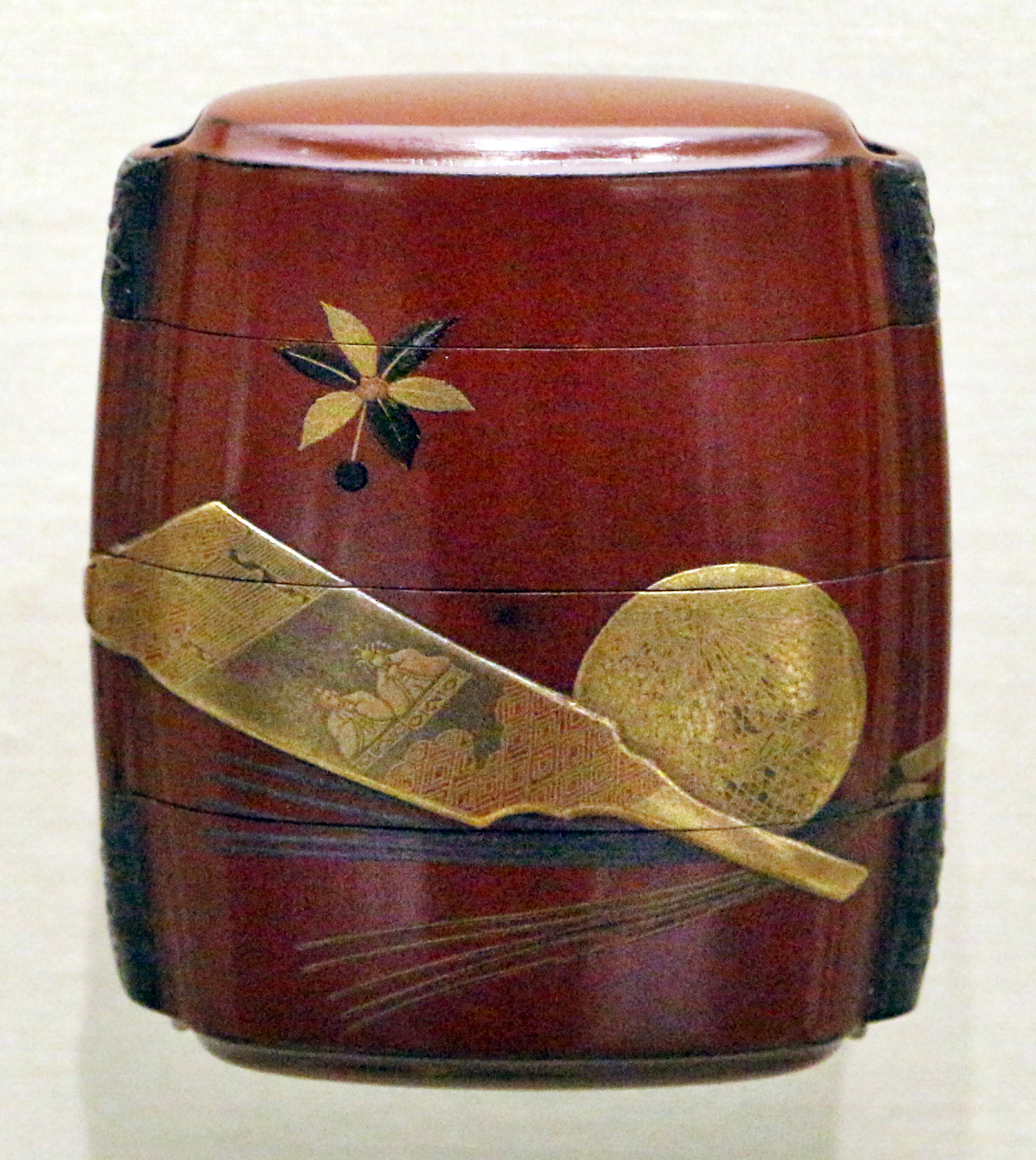
Inro in lacca del periodo edo

Nel XVIII secolo, si diffuse la pratica di produrre oggetti usando smalti dai colori vivaci e, grazie al progredire dell'economia e della cultura in Giappone, migliorò anche la resa artistica dei prodotti laccati. Hon'ami Kōetsu e Ogata Kōrin fecero conoscere la tecnica delle laccature alla scuola pittorica Rinpa. Durante la metà del periodo Edo si diffusero gli inro, accessori da uomo che venivano rivestiti con raffinati motivi in vernice e, a conferma del successo degli oggetti laccati del Giappone, regnanti come Maria Antonietta e Maria Teresa d'Austria collezionavano manufatti di questo tipo.
Nel periodo Meiji (1868-1912), le lacche acquisirono grande prestigio in tutto il Paese. Degne di nota sono le opere smaltate Shibayama e Somada, molto appariscenti e intarsiate con oro, argento, conchiglie, avorio, metallo colorato e vetro e realizzate da laccatori come Shibata Zeshin, uno dei maggiori artisti dell'epoca. Il governo giapponese iniziò a promuovere le lacche del Sol Levante, facendole esportare a diverse fiere internazionali.

### Birmania
La tecnica della laccatura artistica è attecchita anche in Birmania, ove sarebbe stata introdotta durante la metà del V secolo, quando, durante le conquiste di Manipur, Bhamo, Zinme, Linzin da parte del re Bayinnaung, si vide affluire nel Paese un grande numero di artigiani. Secondo le fonti, la più pregiata lacca del luogo, che prende il nome di yun, sarebbe stata importata in Birmania dalle tribù Shan della regione di Chiang Mai.
In Birmania, gli oggetti artigianali laccati sono rivestiti con la linfa della pianta Gluta usitata, una sostanza di colore paglierino che diventa nera a contatto con l'aria. Tale materiale viene a volte mescolato con cenere o segatura affinché assuma una consistenza più solida che può essere scolpita (thayo). I manufatti laccati della Birmania assumono solitamente una colorazione rossa, verde e gialla che risalta dallo sfondo nero, e presentano decorazioni dorate. Fra i soggetti figurati sulle opere d'arte di questo tipo vi sono scene di corte, i racconti di Jātaka e i segni dello zodiaco birmano.

## Americhe

### Colombia
In Colombia viene praticata per tradizione una tecnica risalente all'epoca precolombiana conosciuta come Barniz de Pasto, tradizionale della città di Pasto. Essa consiste nel macinare la resina di albero 'mopa-mopa Elaeagia pastoensis) che viene poi applicata a strati sottili su legno, metallo, argilla o vetro usando pietre riscaldate. Oggi ci sono pervenuti molti quero (bicchieri di legno incisi) laccati provenienti dalla Colombia.

### Messico

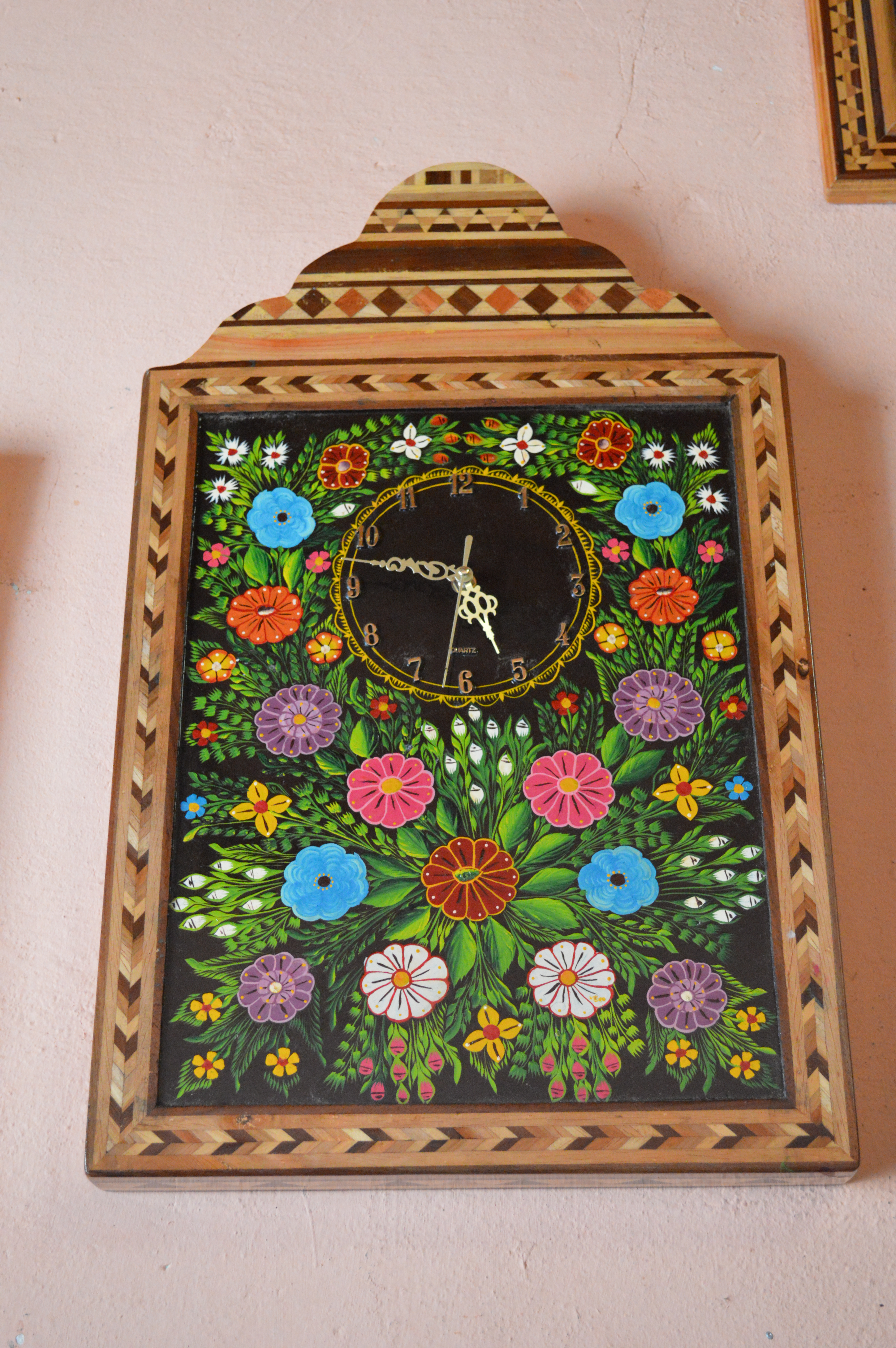
Orologio laccato messicano a Olinalá

In Messico la tecnica della laccatura artistica ha origini indipendenti rispetto a quella asiatica. Durante il periodo preispanico, veniva preparata una sostanza ottenuta mescolando dei minerali in polvere con larve di coccus e/o semi di chia che, una volta applicata sugli oggetti fungeva da vernice protettiva e decorativa. Gli oggetti laccati in questo modo potevano anche presentare delle decorazioni, e comprendevano le zucche essiccate e le tazze utilizzate dalla nobiltà mesoamericana per bere il cioccolato.
In seguito alla conquista dell'impero azteco da parte degli spagnoli durante la prima metà del XVI secolo, questi ultimi fecero in modo che gli artigiani indigeni riutilizzassero le medesime tecniche, cambiando però i motivi decorativi e le combinazioni di colori, sul mobilio europeo. La tradizionale della lacca messicana risentì anche l'influsso asiatico grazie al galeone di Manila, che portò nel Sud America laccature e artisti provenienti dall'Asia.